# Panhelénské hry

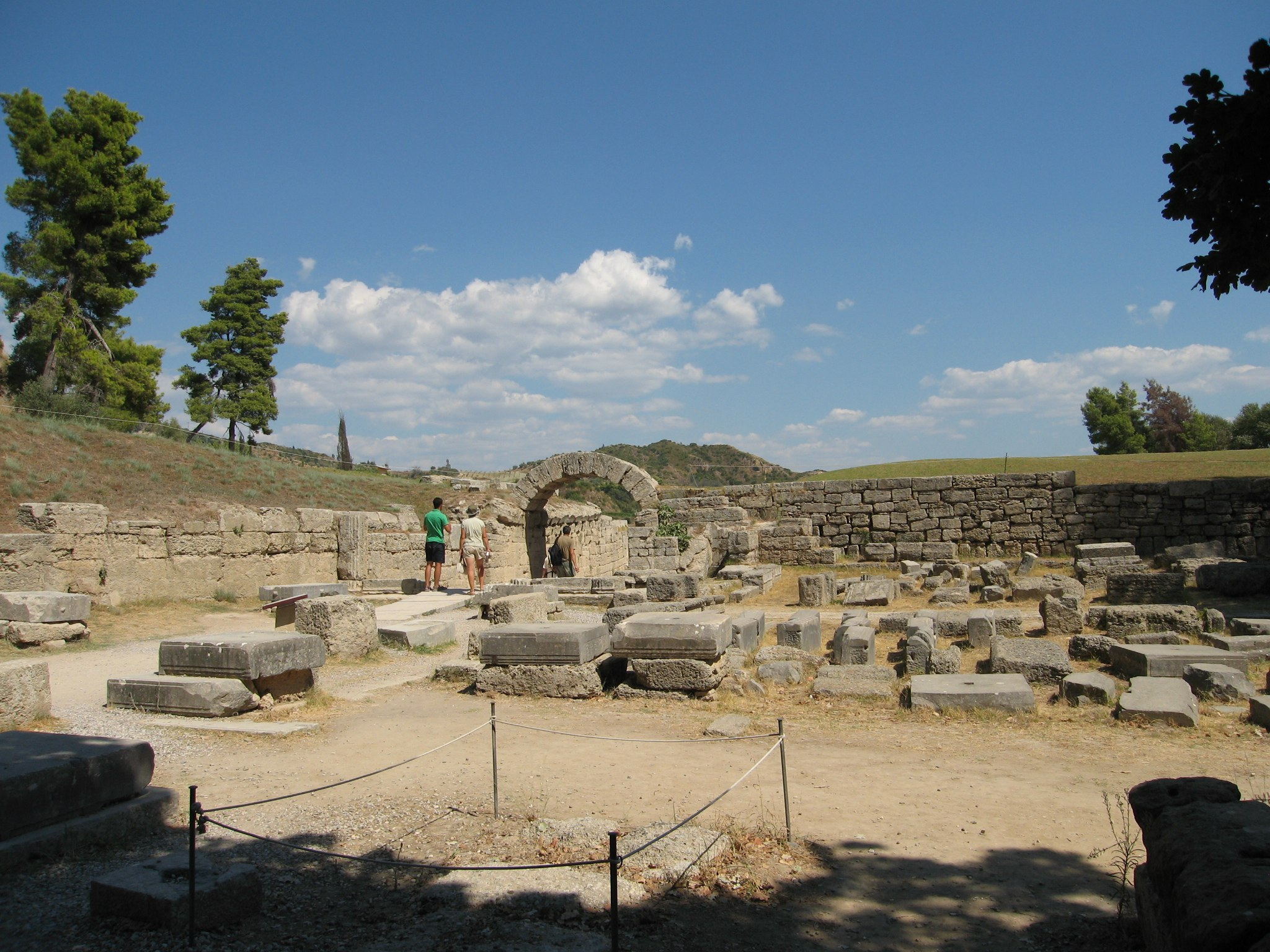
Dnešní Olympia, dějiště starověkých olympijských her

Panhelénské hry nebo Panhelénské slavnosti (starořecky Πανελλήνιοι αγώναι) byly starořecké slavnosti, jednotlivě pořádané v pravidelných intervalech.
K Panhelénským hrám patřily čtyři největší řecké hry: olympijské, pýthické, isthmické a nemejské hry.
Tyto hry se konaly v různých intervalech, aby se časově nepřekrývaly. Čas konání jednotlivých her tvořil cyklus, řecký zvaný periodos (koloběh), který poskytl Řekům příležitost pravidelně se setkávat na společných slavnostech. Každé toto čtyřleté období se nazývalo olympiádou. Během olympiády se hry konaly v následujícím pořadí: olympijské, isthmické, pýthické, nemejské.
Nejvýznamnější a také nejstarší z těchto her byly olympijské, slavené na počest boha Dia, které se podle tradice konaly poprvé roku 776 před Kr. na posvátné půdě élidské Olympie a jejich datum se stalo počátkem řeckého kalendáře.
Pýthické hry v Delfách, slavené na Apolónovu počest, byly mezi Panhelénské hry zařazeny v roce 582 před Kr., Isthmické hry při Korintu, slavené na počest boha Poseidóna, byly zařazeny v letech 582 až 570 př. n. l.. Nemejské hry v Nemei byly založené na Diovu počest roku 573 př. n. l.